# F/A-18 Interceptor
F/A-18 Interceptor est un simulateur de vol de combat développé par Intellisoft et édité par Electronic Arts sur Amiga en 1988. Il est très connu pour son utilisation de 3D et son style de jeu arcade. La musique du jeu est inspirée par le film Top Gun.
Le joueur vole surtout dans un McDonnell Douglas F/A-18 Hornet, mais le General Dynamics F-16 Fighting Falcon est aussi disponible pour de la voltige aérienne, du vol libre et la première mission.

## Localisation
Le jeu se situe dans la Baie de San Francisco. Des repères terrestres y apparaissent tel le Golden Gate Bridge, le Bay Bridge et l’île d’Alcatraz. Le QG d’Electronic Arts à San Mateo y figure aussi.
Le joueur peut utiliser les aéroports suivants :
– San Francisco International Airport ;
– Oakland International Airport ;
– Moffet Federal Airfield ;
– USS Enterprise, ancré à 32 km des rives californiennes.

## Armes
Seuls des armes air/air sont disponibles :
– AIM-9 Sidewinder missile ;
– AIM-120 AMRAAM missile ;
– M61 Vulcan gatling (500 coups)
Des contre-mesures radar et thermique sont disponibles contre les missiles ennemis.

## Missions
Il y a 6 missions basées sur la guerre froide. La première prend place le 1er septembre 1994 et le joueur doit réussir un atterrissage sur le porte-avions pour se qualifier.
- Identification : un avion inconnu se dirige vers la ville. Le but est d’obtenir une confirmation visuelle et retourner à la base. Le briefing spécifie « ne pas faire feu à moins de se faire tirer dessus ». L’avion est généralement un ou deux MiG-29, mais ce peut être aussi un Boeing 707.
- Protéger Air Force One.
- Intercepter des avions volés : deux F-16s escorté par des MIG.
- Sauvetage : lâcher une balise de sauvetage sur un pilote qui s’est éjecté
- Intercepter un missile de croisière
- Détruire un sous-marin porte-avions.